# Naatu Naatu
Naatu Naatu ist ein Filmsong aus dem indischen Film RRR. Das Lied wurde komponiert von M. M. Keeravani und die Verse wurden von Chandrabose geschrieben. Gesungen wurde das Lied von Rahul Sipligunj und Kaala Bhairava. Naatu Naatu wurde bei den Golden Globe Awards und den Oscars 2023 als bester Filmsong ausgezeichnet.

## Hintergrund

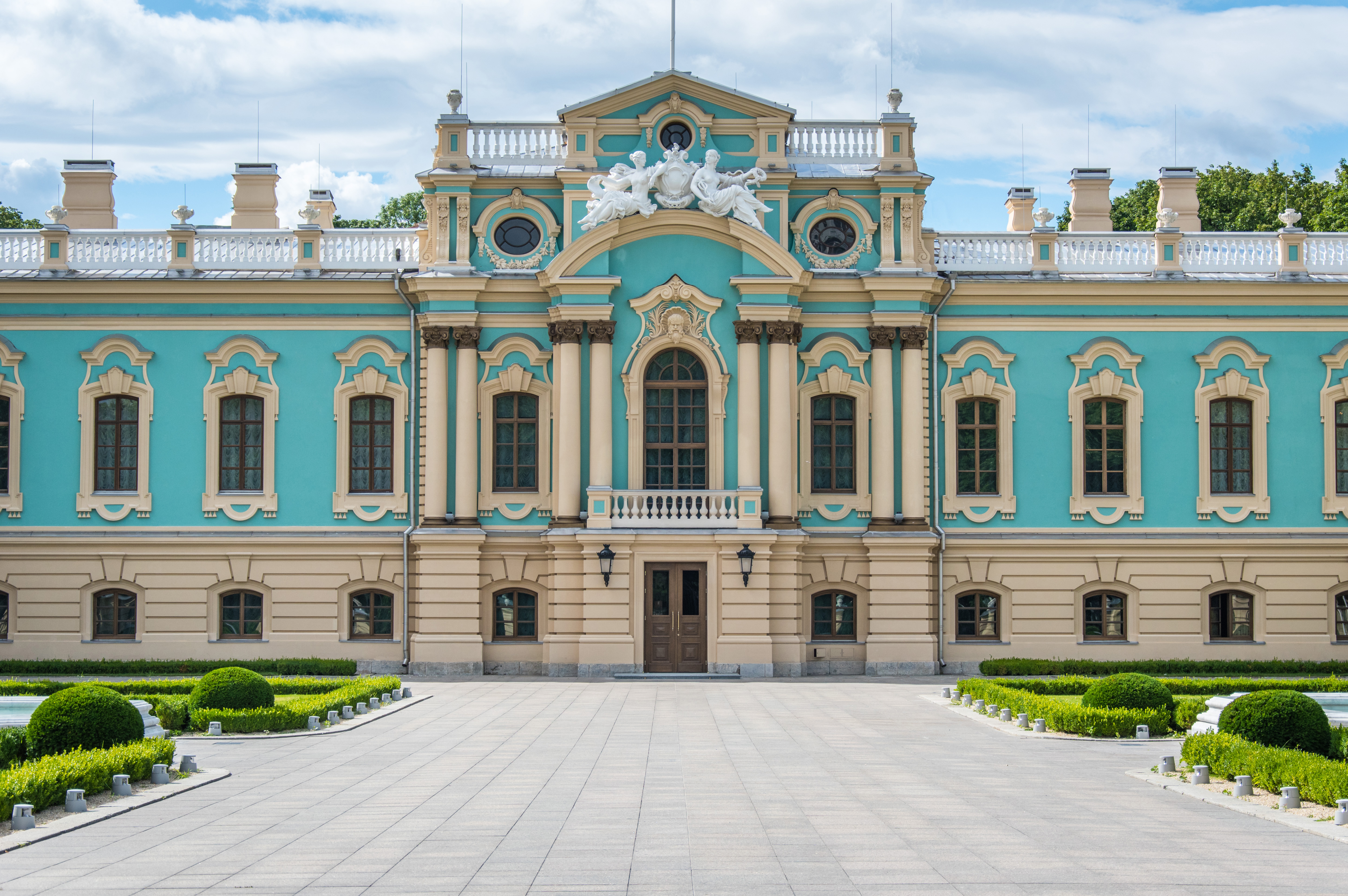
Naatu Naatu wurde im Marienpalast in Kiew gedreht

Das viereinhalb Minuten lange Lied in der Sprache Telugu wird im Film RRR während einer Gartenszene gespielt, bei der die beiden indischen Hauptfiguren, gespielt von Ram Charan und N. T. Rama Rao Jr., miteinander bei einer britischen Gartenparty tanzen und sich damit über die britischen Kolonialherren lustig machen. Naatu heißt auf Telugu unter anderem „rustikal“, „ländlich“ oder „ethnisch“; die Hindi Version des Liedes verwendet wiederum das Wort Naacho, welches „tanz“ bedeutet. Gedreht wurde diese Tanzszene nicht in Indien, sondern beim offiziellen Amtssitz des ukrainischen Präsidenten, dem Marienpalast in Kiew. Laut dem Regisseur von RRR war es hilfreich für die Genehmigung, dass Präsident Wolodymyr Selenskyj vor seiner Präsidentschaft selbst in der Filmbranche tätig war. Insgesamt dauerte das Drehen der Szene mit Naatu Naatu siebzehn Tage mit knapp tausend Personen am Filmset. Diese Szene allein kostete 1,84 Millionen US-Dollar.
Choreograf Prem Rakshit entwickelte in einem neunzehnmonatigen Prozess 95 Tanzschritte für die Szene mit Naatu Naatu. Für die speziellen Tanzfiguren der Haupttänzer wurden 30 Tanzvarianten kreiert. Stilistisch ist der Tanz und die Musik eine Mischung von Stampftänzen, Gangnam-Style-Galopp und typischer Bollywood-Filmmusik und -Tanz.

## Veröffentlichung
Versionen von Naatu Naatu trendeten bereits einen Monat auf TikTok, bevor der Film erstmals in US-Kinos aufgeführt wurde. Dieser Trend um Naatu Naatu trug erheblich zum kommerziellen Erfolg des Films RRR in den Vereinigten Staaten bei. Der Trend war vor allem den einprägsamen Tanzschritten geschuldet und nahm noch zu, nachdem das Lied als bester Filmsong bei den Golden Globes ausgezeichnet worden war.
Naatu Naatu wurde als eines der für den Oscar nominierten Lieder während der Oscarverleihung 2023 aufgeführt. Diese Darbietung wurde kritisiert, da von den Tänzern bei diesem Auftritt keiner südasiatischer Abstammung war.

## Auszeichnungen
Naatu Naatu gewann bei der 2023 als bester Filmsong den Oscar. Es war nicht der erste Filmsong eines indischen Komponisten, der hierfür nominiert war, nachdem A. R. Rahman 2009 für Jai Ho aus Slumdog Millionaire den Oscar gewinnen konnte. Allerdings ist Naatu Naatu das erste indische Filmlied aus einer indischen Produktion, das nominiert wurde, da Slumdog Millionaire eine britische Produktion war. Indien hatte RRR nicht nominiert, sondern Das Licht, aus dem die Träume sind, der es aber nicht in die engere Auswahl für fremdsprachige Filme schaffte.
Das Lied wurde bei den Golden Globes 2023 und den Critics’ Choice Movie Awards 2023 als bester Filmsong ausgezeichnet. Bei den Golden Globe Awards setzte er sich gegen Filmsongs von Stars wie Rihanna (Lift Me Up) und Taylor Swift (Carolina) durch. Es war das erste Mal, dass ein indischer Filmsong bei den Golden Globes gewann. A. R. Rahman bezeichnete die Verleihung des Golden Globe als unglaublich und als Paradigmenwechsel.
Auch bei den Critics’ Choice Movie Awards 2023 wurde das Lied als bester Filmsong ausgezeichnet.